# Angry Birds - O Filme
The Angry Birds Movie (bra/prt: Angry Birds - O Filme) é um filme de animação digital finlando-estado-unidense de 2016, dos gêneros ação e comédia, dirigido por Clay Kaytis e Fergal Reilly, produzido por  John Cohen e Catherine Winder, com roteiro de Jon Vitti, baseado na série de jogos Angry Birds.
Protagonizado por Jason Sudeikis, Josh Gad, Danny McBride, Bill Hader, Maya Rudolph, e Peter Dinklage, foi lançado nos cinemas dos Estados Unidos a 20 de maio, no Brasil em 12 de maio e em Portugal e Angola a 1 de junho de 2016.

## Enredo
Em uma pequena comunidade em um paraíso de aves que não voam, há muito tempo vivem pacificamente, com exceção de Red (Jason Sudeikis), um pássaro com uma raiva constante e que sempre age por impulso. Os pássaros se surpreendem com a aparição inesperada de porcos verdes liderados por Leonardo (Bill Hader) em sua ilha. Red, no início, desconfia dos suínos, mas ninguém da ilha acredita em sua palavra. Red, então, com a ajuda de seus amigos Chuck (Josh Gad) e Bomba (Danny McBride), resolve investigar as criaturas, mas para isso precisará da ajuda do lendário herói Mega Águia (Peter Dinklage).

## Elenco
- Jason Sudeikis como Red[13]
  - Aidan McGraw e Kallan Holley como Red (jovem)
- Josh Gad como Chuck[13]
- Danny McBride como Bomba[13]
- Maya Rudolph como Matilda,[13] Poppy (não creditado)
- Bill Hader como Leonardo/Rei Barba De Barro[14]
- Peter Dinklage como Mega Águia[13]
- Kate McKinnon como Stella[15]
- Sean Penn como Terence
- Tony Hale como Ross/Mímico/Círo[15]
- Keegan-Michael Key como Meritíssimo[15]
- Blake Shelton como Earl[16]
- Charli XCX como Willow
- Anthony Padilla como Hal[13]
- Ian Hecox como Bubu[13]
- Noah Schnapp como Jay
- Owen Wilder Vaccaro como Jake
- Pierce Gagnon como Jim
- Tituss Burgess como Photog[15]
- Billy Eichner como porco cozinheiro/Phillip
- Hannibal Buress como Eduardo[13]
- Ike Barinholtz como Tiny[13]
- Jillian Bell como a mãe de Bobby[13]
- Cristela Alonzo como Shirley[13]
- Danielle Brooks como a guarda de trânsito[15]
- Romeo Santos como Early Bird[13]

### Dublagem brasileira
- Marcelo Adnet como Red[17]
- Dani Calabresa como Matilda[17]
- Fábio Porchat como Chuck[17]

### Dobragem portuguesa
- Vasco Palmeirim como Red[18]

## Produção
A desenvolvedora de jogos finlandesa Rovio Entertainment disse num comunicado de imprensa que escolheu a Sony Pictures Imageworks em Vancouver para ser o estúdio de animação primário para a produção deste filme.  Rovio também contratou David Maisel, ex-produtor executivo dos filmes da Marvel Studios como Homem de Ferro e Thor, para dirigir a produção dos filmes de longa-metragem. Em 29 de setembro de 2014, os estúdios lançaram um site oficial do filme UnlocktheFlock.com. Em 1 de outubro, a primeira imagem do filme foi revelada junto com o elenco, que inclui Jason Sudeikis como Red, o líder do rebanho, Josh Gad como o veloz Chuck, Danny McBride como o volátil Bomba, Bill Hader como Leonard, Maya Rudolph como Matilda, Peter Dinklage como a Águia Poderosa. Outros no elenco são Keegan-Michael Key, Kate McKinnon, Tony Hale, Ike Barinholtz, Hannibal Buress, Cristela Alonzo, Jillian Bell, Danielle Brooks, Romeo Santos, e os irmãos Smosh, Anthony Padilla e Ian Hecox.

## Lançamento
Em 15 de maio de 2013, a Sony Pictures Entertainment anunciou que selou um acordo com a Rovio Entertainment para distribuir o filme de animação CG da franquia de jogos Angry Birds. O filme estava programado para ser lançado no dia 1 de julho de 2016, mas em dezembro de 2014, a data foi mudada para 20 de maio de 2016.

### Promoção
Para ajudar a promoção do filme, Rovio fez um acordo com o LEGO Group para fazer seis conjuntos de Lego e pacotes de expansão para o jogo eletrónico Lego Dimensions, previsto para um lançamento na primavera de 2016. Um balão temático do Red estreou na Macy's Thanksgiving Day Parade de 2015 para promover o filme.